# Dean Cain
Dean George Tanaka, conocido como Dean Cain (Mount Clemens, Míchigan, 31 de julio de 1966), es un actor estadounidense, conocido por su papel de Superman en la serie de televisión Lois & Clark.

## Biografía
Dean Cain nació en Mount Clemens, Míchigan. Es hijo de la actriz Sharon Thomas y del miembro del Ejército de los Estados Unidos Roger Tanaka, de ascendencia japonesa. Sus padres se divorciaron antes de su nacimiento. 
Cain tiene ascendencia japonesa, judía, francocanadiense, irlandesa y galesa. Su apellido, Tanaka, es japonés. En 1969, la madre de Cain se casó con el director Christopher Cain, quien adoptó a Dean y a su hermano, el músico Roger Cain.
Creció en Malibú, California, donde estudió en el Santa Mónica High School. Cain se graduó de la Universidad Princeton en 1988 con una licenciatura en Historia.
Aunque en principio iba a ser jugador de fútbol americano profesional, justo antes de firmar con los Buffalo Bills sufrió una lesión que lo apartó del deporte.
Tuvo un hijo con la modelo Samantha Torres, llamado Christopher Cain.
En 2025, solicitó unirse al Servicio de Control de Inmigración y Aduanas (ICE) para apoyar la agenda antinmigración del presidente estadounidense Donald Trump.

## Filmografía

### Películas
| Año  | Título                                                  | Papel                        | Nota                                                                                   |
| ---- | ------------------------------------------------------- | ---------------------------- | -------------------------------------------------------------------------------------- |
| 1976 | Elmer                                                   | Dean Russell                 |                                                                                        |
| 1979 | Charlie and the Talking Buzzard                         | Joe                          |                                                                                        |
| 1984 | The Stone Boy                                           | Eugene Hillerman             |                                                                                        |
| 1990 | Write to Kill                                           | Parking Valet                |                                                                                        |
| 1990 | Going Under                                             | Hombre en el bar             |                                                                                        |
| 1992 | Miracle Beach                                           | Jugador de Boleyball         |                                                                                        |
| 1997 | Eating Las Vegas                                        | Frank                        | Cameo                                                                                  |
| 1997 | Best Men                                                | Sergeant Buzz Thomas         |                                                                                        |
| 2000 | The Broken Hearts Club: A Romantic Comedy               | Cole                         |                                                                                        |
| 2000 | No Alibi                                                | Bob Valenz                   |                                                                                        |
| 2000 | Flight of Fancy                                         | Clay Bennett                 |                                                                                        |
| 2000 | Militia                                                 | Ethan Carter                 |                                                                                        |
| 2000 | For the Cause (alias Final Encounter)                   | Gen. Murran                  |                                                                                        |
| 2001 | Phase IV                                                | Simon Tate                   |                                                                                        |
| 2001 | Firetrap                                                | Jack/Max Hooper              | También como productor                                                                 |
| 2001 | Rat Race                                                | Shawn Kent                   |                                                                                        |
| 2001 | A Christmas Adventure From a Book Called Wisely's Tales | Donner                       | Voz                                                                                    |
| 2002 | New Alcatraz (alias Boa)                                | Dr. Robert Trenton           |                                                                                        |
| 2002 | Dark Descent                                            | Will Murdack                 |                                                                                        |
| 2003 | Dragon Fighter                                          | Capt. David Carver           | También como productor                                                                 |
| 2003 | Gentle Ben 2: Danger on the Mountain                    | Jack Wedloe                  |                                                                                        |
| 2003 | Breakaway                                               | Morgan                       | Coestrella con Erika Eleniak y Eric Roberts                                            |
| 2003 | Out of Time                                             | Chris Harrison               |                                                                                        |
| 2003 | Grandpa's Place                                         | Special Appearance           | Cameo                                                                                  |
| 2004 | Post Impact                                             | Sergeant/Captain Tom Parker  |                                                                                        |
| 2004 | Lost                                                    | Jeremy Stanton               |                                                                                        |
| 2005 | Truth                                                   | Peter                        |                                                                                        |
| 2005 | Bailey's Billion$                                       | Theodore Maxwell             |                                                                                        |
| 2005 | Wrinkles                                                |                              |                                                                                        |
| 2006 | Max Havoc: Ring of Fire                                 | Roger Tarso                  |                                                                                        |
| 2006 | September Dawn                                          | Joseph Smith                 |                                                                                        |
| 2007 | Urban Decay                                             | Stan                         |                                                                                        |
| 2008 | Ace of Hearts                                           | Daniel Harding               |                                                                                        |
| 2008 | Five Dollars a Day                                      | Rick Carlson                 |                                                                                        |
| 2009 | Aussie and Ted's Great Adventure                        | Michael Brooks               |                                                                                        |
| 2009 | Maneater                                                | Harry                        |                                                                                        |
| 2010 | Circle of Pain                                          | Wyatt                        |                                                                                        |
| 2010 | Arctic Predator (alias Frost Giant)                     | JC                           | Película                                                                               |
| 2010 | Abandoned                                               | Kevin Peterson               |                                                                                        |
| 2010 | Hole in One                                             | Repo Man                     |                                                                                        |
| 2010 | Kill Katie Malone                                       | Robert                       |                                                                                        |
| 2010 | Pure Country 2: The Gift                                | Director musical             | También escritor; Oro por Premio largometraje teatral (compartido con los productores) |
| 2010 | A Nanny for Christmas                                   | Danny Donner                 |                                                                                        |
| 2010 | Subject: I Love You                                     | James Trapp                  |                                                                                        |
| 2010 | Bed & Breakfast                                         | Jake                         |                                                                                        |
| 2011 | 5 Days of War                                           | Chris Bailot                 |                                                                                        |
| 2011 | Home Run Showdown                                       | Rico Deluca                  |                                                                                        |
| 2011 | Dirty Little Trick                                      | Michael                      |                                                                                        |
| 2011 | The Fallen                                              | Cole                         |                                                                                        |
| 2011 | Latin Quarter                                           | Appolinaire                  |                                                                                        |
| 2011 | Vacation                                                | Bryce                        |                                                                                        |
| 2011 | The Sandy Creek Girls                                   | Jared                        |                                                                                        |
| 2012 | Meant to Be                                             | Mike                         |                                                                                        |
| 2013 | Heaven's Door                                           | Leo                          |                                                                                        |
| 2013 | Man Camp                                                | Luke                         |                                                                                        |
| 2013 | Defending Santa                                         | Sheriff Scott Hanson         |                                                                                        |
| 2014 | At the Top of the Pyramid                               | Jefferson Parker             |                                                                                        |
| 2014 | The Dog Who Saved Easter                                | Ted Stein                    |                                                                                        |
| 2014 | God's Not Dead                                          | Mark                         |                                                                                        |
| 2014 | The Appearing                                           | Dr. Shaw                     |                                                                                        |
| 2014 | Airplane vs. Volcano                                    | Rick Pierce                  |                                                                                        |
| 2014 | A Belle for Christmas                                   | Glenn Barrows                |                                                                                        |
| 2014 | Small Town Santa                                        | Sheriff Rick Langston        | Título original "Milagro de vacaciones"                                                |
| 2014 | Mind's Eye                                              | Mark Willis                  |                                                                                        |
| 2014 | A Horse for Summer                                      | Kent Walsh                   |                                                                                        |
| 2014 | A Dog for Christmas                                     | Earl                         |                                                                                        |
| 2014 | Horse Camp                                              | Luke                         |                                                                                        |
| 2015 | Vendetta                                                | Mason                        |                                                                                        |
| 2015 | Deadly Sanctuary                                        | Roy Hollingsworth            |                                                                                        |
| 2015 | The Dog Who Saved Summer                                | Ted Stein                    | Direct-to-video                                                                        |
| 2016 | DC Super Hero Girls: Hero of the Year                   | Jonathan Kent                | Actor de voz                                                                           |
| 2018 | The Incantation                                         | Abel Baddon                  |                                                                                        |
| 2018 | Gosnell: The Trial of America's Biggest Serial Killer   | Detective James "Woody" Wood |                                                                                        |
| 2018 | Megan's Christmas Miracle                               | John                         |                                                                                        |
| 2018 | Andy the Talking Hedgehog                               | Bob (Dad)                    |                                                                                        |
| 2018 | 2050                                                    | Maxwell                      |                                                                                        |
| 2018 | Prolonged Exposure                                      | Det. Jaime Montenegro        |                                                                                        |
| 2019 | The Challenger Disaster                                 | Larry Arnold (Abogado)       |                                                                                        |
| 2019 | Sweet Inspirations                                      | Greg                         |                                                                                        |
| 2019 | Ria                                                     | Vice President Flemming      |                                                                                        |
| 2019 | 90 Feet from Home                                       | Raymond Fuller               |                                                                                        |
| 2019 | The Seven                                               | High Priest Asael            |                                                                                        |
| 2019 | The Follower                                            | Sheriff                      |                                                                                        |
| 2019 | A Promise To Astrid                                     | Pastor Scott Seabury         |                                                                                        |

### Televisión
| Año       | Título                                               | Papel                  | Nota                                                                      |
| --------- | ---------------------------------------------------- | ---------------------- | ------------------------------------------------------------------------- |
| 1989      | Christine Cromwell: Things That Go Bump in the Night |                        |                                                                           |
| 1992      | A Different World                                    | Eddie                  |                                                                           |
| 1992      | Grapevine                                            | Brian                  |                                                                           |
| 1992      | Beverly Hills, 90210                                 | Rick                   | 4 episodios                                                               |
| 1993      | Touchdown: Football Goes to the Movies               | Él mismo; anfitrión    |                                                                           |
| 1993–1997 | Lois & Clark: The New Adventures of Superman         | Clark Kent/Superman    | 87 episodios Escritor; 2 episodios                                        |
| 1995      | Off Camera with Dean Cain                            | Él mismo; anfitrión    | Serie de televisión; anfitrión; también productor y director              |
| 1996      | Cutty Whitman                                        | Clark Kent             | Sin acreditar                                                             |
| 1997      | Rag and Bone                                         | Tony Moran             | También productor                                                         |
| 1998      | Dogboys                                              | Julian Taylor          | Película para televisión                                                  |
| 1998      | Futuresport                                          | Tremaine 'Tre' Ramzey  |                                                                           |
| 1999–2003 | Ripley's Believe It or Not!                          | Él mismo; anfitrión    | Serie de televisión; anfitrión; también productor                         |
| 2000      | The Runaway                                          | Sheriff Frank Richards |                                                                           |
| 2001      | Just Shoot Me!                                       | Chris Williams         |                                                                           |
| 2002      | Gentle Ben                                           | Jack Wedloe            |                                                                           |
| 2002      | The Glow                                             | Matt Lawrence          |                                                                           |
| 2002      | Christmas Rush                                       | Lt. Cornelius Morgan   | Película para televisión                                                  |
| 2002      | Frasier                                              | Rick                   |                                                                           |
| 2003      | Gentle Ben 2: Danger on the Mountain                 | Jack Wedloe            | Película para televisión                                                  |
| 2003–2004 | The Division                                         | Insp. Jack Ellis       | 8 episodios                                                               |
| 2004      | I Do (But I Don't)                                   | Nick Corina            | Película para televisión                                                  |
| 2004      | The Perfect Husband: The Laci Peterson Story         | Scott Peterson         | Película para televisión                                                  |
| 2004–2005 | Clubhouse                                            | Conrad Dean            | 11 episodios                                                              |
| 2005      | Mayday                                               | Cmdr. James Slan       | Película para televisión                                                  |
| 2005      | Law & Order: Special Victims Unit                    | Dr. Mike Jergens       | Starved                                                                   |
| 2005      | Hope & Faith                                         | Larry Walker           | 4 episodios                                                               |
| 2005–2006 | Las Vegas                                            | Casey Manning          | 9 episodios                                                               |
| 2006      | 10.5: Apocalypse                                     | Brad                   | Miniserie de televisión                                                   |
| 2006      | Dead and Deader                                      | Teniente Bobby Quinn   | Película para televisión                                                  |
| 2006      | A Christmas Wedding                                  | Tucker                 | Película para televisión                                                  |
| 2007      | Hidden Camera                                        | Dan Kovacs             |                                                                           |
| 2007      | Crossroads: A Story of Forgiveness                   | Bruce Murakami         | Película para televisión                                                  |
| 2007      | Final Approach                                       | Jack Bender            | Película para televisión                                                  |
| 2007      | Smallville                                           | Dr. Curtis Knox        |                                                                           |
| 2007      | CSI: Miami                                           | Roger Partney          |                                                                           |
| 2008      | Making Mr. Right                                     | Eddie                  |                                                                           |
| 2009      | The Gambler, the Girl and the Gunslinger             | Shea McCall            | Película para televisión                                                  |
| 2009      | The Dog Who Saved Christmas                          | Ted Stein              | Película para televisión                                                  |
| 2009      | The Three Gifts                                      | Jack Green             | Película para televisión                                                  |
| 2010      | Frost Giant                                          | JC                     |                                                                           |
| 2010      | The Way Home                                         | Randy Simpkins         | Nominado – Premio Movieguide a la Más inspiradora actuación en televisión |
| 2010      | The Dog Who Saved Christmas Vacation                 | Ted Stein              |                                                                           |
| 2011      | A Mile in His Shoes                                  | Arthur "Murph" Murphy  | Película para televisión                                                  |
| 2011      | The Dog Who Saved Halloween                          | Ted Stein              | Película para televisión                                                  |
| 2011      | The Case for Christmas                               | Michael Sherman        | Película para televisión                                                  |
| 2011      | Burn Notice                                          | Ryan Pewterbaugh       |                                                                           |
| 2012      | Criminal Minds                                       | Curtis Banks           |                                                                           |
| 2012      | Don't Trust the B---- in Apartment 23                | Él mismo               |                                                                           |
| 2012      | Stars Earn Stripes                                   | Él mismo               | 5 episodios                                                               |
| 2012      | Operation Cupcake                                    | Griff Carson           | Película para televisión                                                  |
| 2012      | The Dog Who Saved the Holidays                       | Ted Stein              | Película para televisión                                                  |
| 2012      | The Choice                                           | Él mismo               |                                                                           |
| 2012      | Bloopers                                             | Él mismo               |                                                                           |
| 2013–18   | Hit the Floor                                        | Pete Davenport         | Elenco principal                                                          |
| 2013      | Texas Takedown: The Real Men in Black                | Narrador               |                                                                           |
| 2014      | Mulaney                                              | Él mismo               |                                                                           |
| 2014      | Merry Ex-Mas                                         | Jessie Rogers          | Película para televisión                                                  |
| 2015      | A Wish Come True                                     | A sí mismo             | Película para televisión                                                  |
| 2015–17   | Supergirl                                            | Jeremiah Danvers       | 6 episodios                                                               |
| 2016      | Lady Dynamite                                        | Graham                 | 6 episodios                                                               |
| 2016      | Broadcasting Christmas                               | Charlie Fisher         | Película para televisión                                                  |
| 2018      | Winter's Dream                                       | Ty                     | Película para televisión                                                  |
| 2019      | The Christmas Caroler Challenge                      |                        |                                                                           |

### Videojuegos
| Año  | Título         | Voz   |
| ---- | -------------- | ----- |
| 2002 | Grandia Xtreme | Evann |